# IVe gouvernement constitutionnel portugais
IIIe République portugaise
IIIe constitutionnel Ve constitutionnel
Le IVe gouvernement constitutionnel (en portugais : IV Governo Constitucional) est le gouvernement de la République portugaise entre le 22 novembre 1978 et le 1er août 1979, sous la Ire législature de l'Assemblée de la République.
Il est dirigé par l'indépendant Carlos Mota Pinto, directement choisi par le président António Ramalho Eanes. Il succède au IIIe gouvernement constitutionnel, alors sous l'autorité de l'indépendant Alfredo Nobre da Costa. Il est remplacé par le Ve gouvernement constitutionnel, sous la direction de l'indépendante Maria de Lourdes Pintasilgo, également désigné par initiative présidentielle.

## Historique du mandat
Dirigé par le nouveau Premier ministre indépendant Carlos Mota Pinto, ancien ministre du Commerce, ce gouvernement est constitué de technocrates. Il bénéficie du soutien du Parti social-démocrate (PPD/PSD) et du Parti du Centre démocratique et social (CDS), qui disposent de 115 députés sur 263, soit 43,7 % des sièges de l'Assemblée de la République.
Il est formé à la suite du rejet du programme gouvernemental d'Alfredo Nobre da Costa, au pouvoir depuis août 1978. 
Il succède donc au IIIe gouvernement constitutionnel, constitué de technocrates et soutenu par le seul PPD/PSD.

### Formation
Le 25 octobre 1978, cinq semaines après que l'Assemblée de la République a rejeté le programme du IIIe gouvernement constitutionnel d'Alfredo Nobre da Costa, le président de la République António Ramalho Eanes annonce le remplacement de ce dernier par l'ancien ministre et fondateur du Parti social-démocrate Carlos Mota Pinto. Ayant constaté l'impossibilité pour les différents partis de s'entendre sur la formation d'une coalition, le chef de l'État cherche ainsi à susciter la mise sur pied d'un exécutif indépendant capable de forger une majorité parlementaire.
Alors qu'il envisageait initialement de chercher à convaincre les différents partis de laisser leurs membres participer à son équipe, le chef de l'exécutif désigné préfère finalement s'entourer de personnalités indépendantes. Les formations politiques paraissent néanmoins se désintéresser de la tâche confiée à Mota Pinto, se concentrant sur les élections législatives et présidentielle et la révision constitutionnelle à venir dans les quatre prochaines années. La composition du IVe gouvernement constitutionnel est rendue publique le 18 novembre, et marque un glissement à droite de l'action gouvernementale : le ministre de l'Agriculture Apolinário Vaz Portugal est ainsi accusé par les partis de gauche de ne défendre que les intérêts des propriétaires terriens, tandis que le ministre de la Communication sociale Daniel Proença de Carvalho est connu pour ses idées conservatrices.

### Investiture
Le Parti communiste portugais (PCP) annonce ainsi deux jours plus tard son intention de déposer une motion de rejet du programme gouvernemental, une fois que celui-ci aura été présenté au Parlement. S'il reçoit le soutien de l'Union démocratique populaire (UDP), le Parti socialiste (PS) refuse de se prononcer dans l'immédiat et préfère attendre la teneur de la discussion parlementaire pour prendre position. À l'inverse, le PPD/PSD et le CDS apportent immédiatement leur appui au nouveau cabinet.
Lors du vote sur le programme le 13 décembre, la motion communiste est rejetée par 109 voix contre, 45 voix pour et 97 abstentions, permettant à l'exécutif d'entrer pleinement en fonction. Malgré les réserves exprimées par leurs représentants au cours des débats, les sociaux-démocrates et les chrétiens-démocrates ont confirmé leur soutien à Mota Pinto en repoussant le texte du PCP. Pour justifier son changement de position par rapport au IIIe gouvernement constitutionnel qu'il avait rejeté, le président du CDS Diogo Freitas do Amaral évoque « l'arrogance antipartisane » d'Alfredo Nobre da Costa, le programme gouvernemental de Mota Pinto plus proche de la coalition qui avait porté le général Eanes à la présidence de la République en 1976, et la nécessité pour le Portugal d'être gouverné. Les socialistes, conscients de l'incapacité des partis à se mettre d'accord et dénonçant la formation d'un gouvernement sans tenir compte du résultat des élections de 1976, font finalement le choix de s'abstenir tout en confirmant qu'ils se situent dans l'opposition au nouveau Premier ministre.

### Succession
Après le rejet en mars 1979 du projet de loi de finances comportant des mesures d'austérité, le Parti social-démocrate se déchire sur l'attitude à adopter face au gouvernement. Le conseil national décide début avril de retirer sa confiance à la direction du groupe parlementaire et annonce préparer des sanctions contre la trentaine de députés ayant voté en faveur du budget. En réaction, 35 parlementaires — dont l'ancien ministre, fondateur du parti et président du groupe Joaquim Magalhães Mota, l'ancien président par intérim António de Sousa Franco (pt) et l'ancien ministre Rui Machete — annoncent quitter le PPD/PSD et siéger comme indépendants,.
Le gouvernement voit à la fin du mois de mai l'Assemblée entièrement détricoter son nouveau projet de budget puis adopter une loi limitant la capacité d'action de l'exécutif dans le cadre de la réforme agraire. Le 6 juin, Carlos Mota Pinto remet sa démission au chef de l'État après que le PS et le PCP — qui disposent ensemble de la majorité absolue — ont déposé chacun une motion de censure à son encontre. Elle est acceptée le lendemain par António Ramalho Eanes, après que ce dernier a repoussé la suggestion du Premier ministre de le maintenir en fonction et dissoudre l'Assemblée de la République,,.
Le 1er août, le président de la République assermente le Ve gouvernement constitutionnel, dirigé par l'ancienne ambassadrice auprès de l'Unesco Maria de Lourdes Pintasilgo, chargé d'organiser des élections législatives anticipées.

## Composition
| Fonction                                                | Titulaire | Titulaire                        | Parti |
| ------------------------------------------------------- | --------- | -------------------------------- | ----- |
| Premier ministre                                        |           | Carlos Mota Pinto                | Sans  |
| Vice-Premier ministre Ministre des Finances et du Plan  |           | Manuel Jacinto Nunes             | Sans  |
| Ministre de la Défense nationale                        |           | José Alberto Loureiro dos Santos | Sans  |
| Ministre adjoint du Premier ministre                    |           | Álvaro Monjardino                | Sans  |
| Ministre de l'Intérieur                                 |           | António Gonçalves Ribeiro        | Sans  |
| Ministre de la Justice                                  |           | Eduardo Silva Correia            | Sans  |
| Ministre des Affaires étrangères                        |           | João de Freitas Cruz             | Sans  |
| Ministre de l'Agriculture et de la Pêche                |           | Apolinário Vaz Portugal          | Sans  |
| Ministre de l'Industrie et de la Technologie            |           | Álvaro Barreto                   | Sans  |
| Ministre du Commerce et du Tourisme                     |           | Abel Repolho Correia             | Sans  |
| Ministre du Travail                                     |           | Eusébio Marques de Carvalho      | Sans  |
| Ministre de l'Éducation et de la Recherche scientifique |           | Luís Valente de Oliveira         | Sans  |
| Ministre des Affaires sociales                          |           | Acácio Pereira Magro             | Sans  |
| Ministre des Transports et des Communications           |           | José Marques da Costa            | Sans  |
| Ministre du Logement et des Travaux publics             |           | João Almeida Pina                | Sans  |
| Ministre de la Communication sociale                    |           | Daniel Proença de Carvalho       | Sans  |